# The Rifleman (film)
The Rifleman (Dveselu putenis) è un film di guerra lettone del 2019 diretto da Dzintars Dreibergs.
Il film è un adattamento del romanzo Dvēseļu putenis (Tormenta di anime) di Aleksandrs Grins, basato sulla sua reale esperienza come fuciliere lettone, nel primo conflitto mondiale. Romanzo che fu proibito nei paesi a dominazione comunista .

## Trama
Durante la prima guerra mondiale, dopo aver assistito alla fucilazione di sua madre da parte degli invasori tedeschi, il sedicenne Artūrs, insieme a suo padre, decide di arruolarsi nei battaglioni nazionali di fucilieri lettoni dell'Esercito imperiale russo nella speranza di vendicarsi e trovare gloria. Artūrs continua a combattere sul fronte orientale, dove perde suo padre e suo fratello, e ogni amico che si era fatto, diventando rapidamente disilluso. Dopo una breve parentesi come fuciliere dell'esercito rivoluzionario sovietico, viene condannato per insubordinazione, al rifiuto di fucilare un vecchio compagno d'armi. Alla fine, Artūrs riesce a fuggire ed a tornare nel suo paese, che nel frattempo aveva dichiarato l'indipendenza, per combattere la guerra d'indipendenza lettone.

## Produzione
Oto Brantevics, l'attore per il ruolo principale di Artūrs, è stato selezionato tra 1.300 candidati, nonostante Brantevics non avesse precedenti esperienze di recitazione. L'ex-ministro della difesa Raimonds Bergmanis ha fatto un cameo nel film, mentre l'allora ministro della difesa Artis Pabriks ha recitato come una comparsa. Molte delle scene di battaglia sono state girate nei luoghi in cui si erano svolte le battaglie storiche. Valdis Celmiņš ha tratto ispirazione per la sua cinematografia dalla tecnica di Christian Berger di evitare le inquadrature grandangolari utilizzando un obiettivo grandangolare per le riprese medie e i primi piani, così come dal film di László Nemes Il figlio di Saul.

## Distribuzione
È stato presentato in anteprima l'8 novembre 2019 in Lettonia e il 20 febbraio 2020 a livello internazionale all'European Film Market. È stato selezionato come candidato lettone per il miglior lungometraggio internazionale alla 93ª edizione degli Academy Awards, ma non è arrivato alla cinquina finale.
In Italia, il film non è passato dalle sale cinematografiche, tuttavia dal 2021 è reperibile in Home Video DVD.

## Accoglienza

### Incassi
In Lettonia, durante le prime cinque settimane di proiezione il film è stato visto da più di 200.000 persone, diventando così il film più visto dal ripristino dell'indipendenza lettone.

### Critica
Su Rotten Tomatoes, il film ha conseguito un indice di gradimento del 73% sulla base di 15 recensioni, con una valutazione media di 6,6/10. Metacritic ha assegnato al film un punteggio medio ponderato di 63 su 100 basato su 9 critici, indicando "recensioni generalmente favorevoli". Ellen E. Jones di The Guardian ha elogiato la recitazione di Brantevics, ma ha concluso che "come storia di formazione nazionale, The Rifleman non supera mai del tutto il suo patriottismo innocente e acritico". Deborah Young di The Hollywood Reporter ha anche sottolineato che il film è "caratterizzato da un evidente patriottismo vecchio stile", ma ha elogiato la fotografia "eccezionalmente suggestiva" di Celmiņš, la colonna sonora "commovente rispettosa" di Ritmanis e il montaggio di Belogrudovs, che riassume Blizzard of Souls come un più realistico 1917.
La recitazione e la cinematografia sono state elogiate allo stesso modo da Rob Aldam di Backseat Mafia che credeva che il film "avesse l'aspetto e l'atmosfera di un blockbuster di Hollywood" e lo definì "uno dei migliori film di guerra degli ultimi anni". Guy Lambert di The Upcoming ha descritto la fotografia come "assolutamente mozzafiato" e "ricorda lo splendore di Band of Brothers" e ha definito la recitazione "grezza ed eccezionalmente emotiva", concludendo che "questo film sarà senza dubbio un successo".